# Тремсбюттель
Тремсбюттель (нем. Tremsbüttel) — община в Германии, в земле Шлезвиг-Гольштейн. 
Входит в состав района Штормарн. Подчиняется управлению Баргтеэиде-Ланд.  Население составляет 1918 человек (на 31 декабря 2010 года). Занимает площадь 10,33 км².